# Havsgamar
Havsgamar (en suec, Els depredadors del mar) és una pel·lícula muda en blanc i negre sueca del 1916 dirigida per Victor Sjöström.

## Sinopsi
Dos contrabantistes són sorpresos per dos funcionaris d'aduanes quan realitzen la seva tasca i els maten. Tot i així, 15 anys més tard, el fill d'un dels funcionaris assassinats i la filla d'un dels contrabandistes s'enamoren.

## Repartiment
- Greta Almroth - Gabriele
- John Ekman - Birger
- Nils Elffors - Anton
- Richard Lund - Arnold
- Rasmus Rasmussen - Hornung
- Jenny Tschernichin-Larsson - Mrs. Arnold

## Producció
La pel·lícula es va estrenar el 31 de gener de 1916 al cinema Cosmorama de Göteborg. La pel·lícula es va rodar a l'estudi del Swedish Biografteatern a Lidingö amb exteriors de Landsort i Lidingö amb fotografia de Henrik Jaenzon. Com a guió, tenien la novel·la innovadora d'Emilie Flygare-Carlén Rosen på Tistelön que es va publicar el 1842.